# Обертальна дифузія
Обертальна дифузія - це процес, при якому встановлюється та підтримується рівномірний статистичний розподіл за загального обертання частинок або молекул. Обертальна дифузія є аналогом звичайної дифузії, яка підтримує або встановлює рівноважний статистичний розподіл частинок у просторі.
Випадкова переорієнтація молекул (або більших систем) є важливим елементом для багатьох біофізичних процесів. Відповідно до закону рівнорозподілу, більші молекули переорієнтовуються повільніше, ніж дрібніші і, отже, вимірювання константи обертальної дифузії може дати уявлення про загальну масу і її розподіл усередині об'єкта.
При рівній енергії, середній квадрат проєкції кутової швидкості на кожній з головних осей об'єкта обернено пропорційний моменту інерції відносно цієї осі. 
Тому існує три значення характерного часу релаксації під час переорієнтаці відповідно до трьох головних осей. Деякі значення можуть бути рівними, якщо об'єкт симетричний відносно головних осей. Наприклад, сфероподібні частинки мають дві характерні часові константи обертальної дифузії.
Значення часових характеристик можна обчислити використавши фактори тертя Перрена, за аналогією до співвідношення Ейнштейна.

## Основні рівняння обертальної дифузії
Для обертальної дифузії відносно однієї осі, середньоквадратичне кутове відхилення у часі {\displaystyle t} має вигляд:
{\displaystyle \langle \theta ^{2}\rangle =2D_{r}t\!}
де {\displaystyle D_{r}} обертальний коефіцієнт дифузії (radian2/s). 
Кутова швидкість {\displaystyle \Omega _{d}=(d\theta /dt)_{drift}} відповідно до зовнішнього моменту {\displaystyle \Gamma _{\theta }}
(за умови, що потік залишається спокійним і інерцією можна знехтувати) має вигляд:
{\displaystyle \Omega _{d}={\frac {\Gamma _{\theta }}{f_{r}}}}
де {\displaystyle f_{r}} - коефіцієнт тертя. Відношення між обертальною дифузії і коефіцієнтом обертального опору тертя визначається співвідношенням Ейнштейна: 
{\displaystyle D_{r}={\frac {k_{B}T}{f_{r}}}}
де {\displaystyle k_{B}} це стала Больцмана і {\displaystyle T} - абсолютна температура.
Обертальний коефіцієнт тертя ковзання для сфери радіусом {\displaystyle R} є
{\displaystyle f_{r,{\textrm {sphere}}}=8\pi \eta R^{3}\!}
де {\displaystyle \eta } є динамічним внутрішнім тертям.

## Закон Фіка для обертальної дифузії
Нехай кожній молекулі, що обертається, поставлено у відповідність одиничний вектор n. Наприклад, n може збігатися з вектором електричного або магнітного дипольного моменту. Нехай f(θ, φ, t) відповідає густині ймовірності напряму вектора n в момент часу t. Тут, θ і φ є координатами вектора в сферичній системі координат, тобто θ є кутом між вектором n і віссю z, а φ є кутом між віссю x і проєкцією вектора n на площину х-y. Тоді закон Фіка для обертальної дифузії матиме вигляд:
{\displaystyle {\frac {1}{D_{\mathrm {rot} }}}{\frac {\partial f}{\partial t}}=\nabla ^{2}f={\frac {1}{\sin \theta }}{\frac {\partial }{\partial \theta }}\left(\sin \theta {\frac {\partial f}{\partial \theta }}\right)+{\frac {1}{\sin ^{2}\theta }}{\frac {\partial ^{2}f}{\partial \phi ^{2}}}}
Це диференціальне рівняння з частинними похідними може бути розв'язане, якщо розкласти функцію f(θ, φ, t) в базисі сферичних функцій:
{\displaystyle {\frac {1}{\sin \theta }}{\frac {\partial }{\partial \theta }}\left(\sin \theta {\frac {\partial Y_{l}^{m}}{\partial \theta }}\right)+{\frac {1}{\sin ^{2}\theta }}{\frac {\partial ^{2}Y_{l}^{m}}{\partial \phi ^{2}}}=-l(l+1)Y_{l}^{m}}
Таким чином, розв'язок рівняння можна записати у вигляді:
{\displaystyle f(\theta ,\phi ,t)=\sum _{l=0}^{\infty }\sum _{m=-l}^{l}C_{lm}Y_{l}^{m}(\theta ,\phi )e^{-t/\tau _{l}}}
де CIm - константи, визначені з початкового розподілу, а постійні часу {\displaystyle \tau } рівні 
{\displaystyle \tau _{l}={\frac {1}{D_{\mathrm {rot} }l(l+1)}}}

## Подальше читання
- Cantor, CR; Schimmel PR (1980). Biophysical Chemistry. Part II. Techniques for the study of biological structure and function. W. H. Freeman.
- Berg, Howard C. (1993). Random Walks in Biology. Princeton University Press.